# Cementiri de Sant Feliu de Guíxols
El Cementiri de Sant Feliu de Guíxols és una construcció del segle xix protegida com a bé cultural d'interès local del municipi de Sant Feliu de Guíxols (Baix Empordà). El cementiri conté tombes remarcables, que segueixen les pautes dels estils historicistes i modernistes del seu moment.

## Història

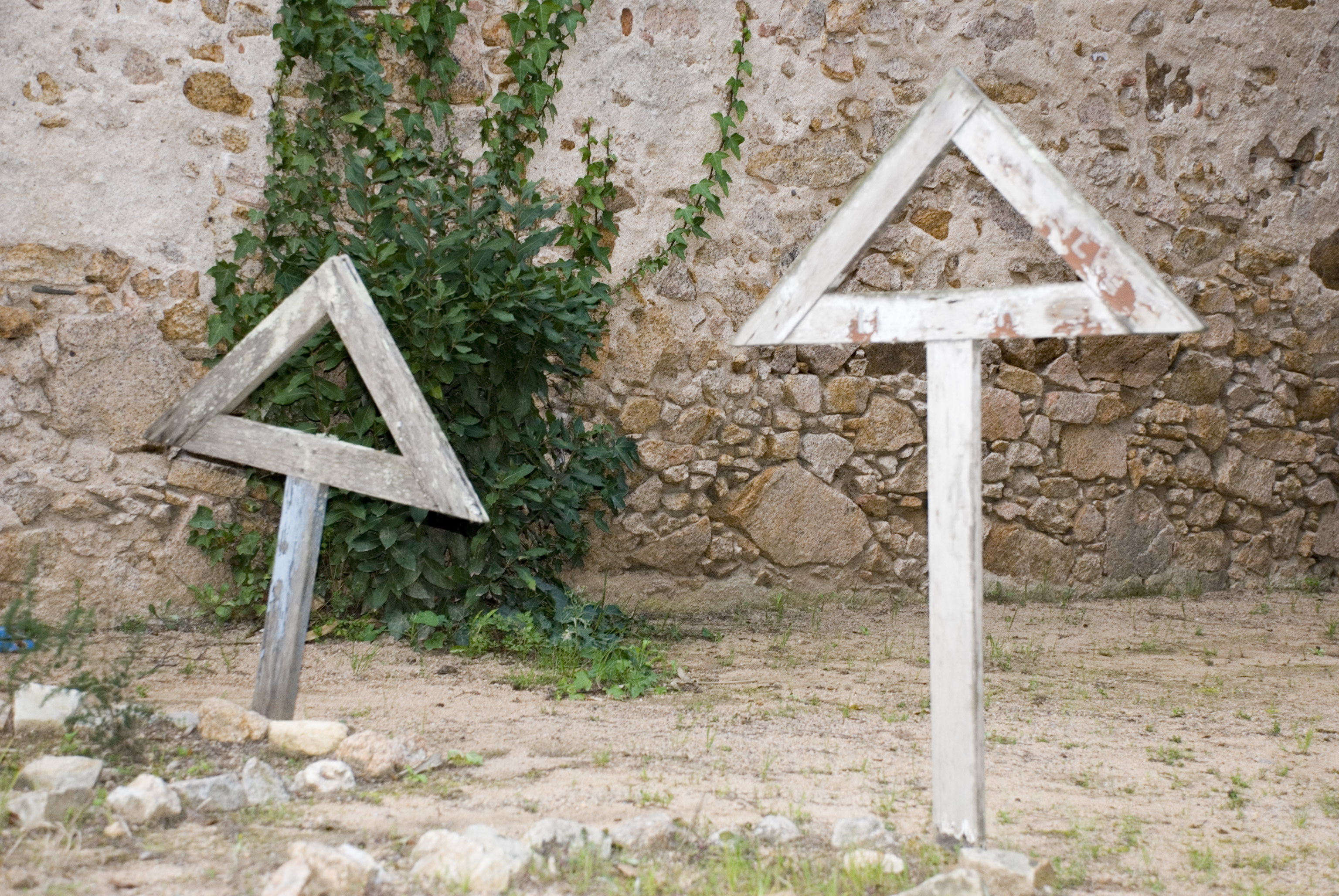
Tombes de maçons al cementiri de Sant Feliu de Guíxols

Va ser construït durant el segle xix a proposta de la junta municipal de sanitat, d'acord amb les lleis que exigien emplaçar-lo fora de la població. L'obra va ser iniciada per la part de la façana d'accés, i posteriorment va anar estenent-se fins a l'any 1879, quan es va realitzar una gran ampliació i s'hi va bastir la capella que fou beneïda l'01/10/1883. L'any 1885 s'hi construí un fossar laic o "neutre" on hi ha enterrats lliure pensadors, maçons i protestants. Hi ha enterrat Josep Irla, president de la Generalitat de Catalunya.

## Descripció
L'estructura actual del cementiri de Sant Feliu de Guíxols és de traçat complex, fruit de les diverses ampliacions experimentades al llarg del temps. La tanca d'accés és un gran pany de paret amb la porta centrada, a la part superior de la qual hi ha un timpà decorat amb un rellotge d'arena, símbol del temps i de l'eternitat. Aquest parament s'obre a un primer recinte, el més antic, de planta gairebé quadrada i de tipologia senzilla. Un camí de xiprers condueix a un segon recinte on, a banda i banda del camí, es troben els panteons més importants del conjunt. Tanca aquest espai la capella neogòtica. Una petita escala dona accés a un tercer recinte, amb nínxols al voltant d'un jardí. Des d'aquest espai s'accedeix a un altre annex, la característica més important del qual és la unitat estilística. Des d'aquí es pot entrar a l'anomenat "recinte neutre", que comunica directament amb l'exterior.

### Mausoleu del Marquès de Robert
El sepulcre de la família Robert data de la fi del segle xix. Va ser bastit segons projecte de l'arquitecte Joan Martorell i Montells i realització del mestre d'obres Pere Pascual i Bagués, d'acord amb la inscripció que hi figura.
És un panteó de planta quadrada, situat a la part més elevada del cementiri, en un lloc preferent. Estructuralment, la construcció és formada per quatre pilars situats als angles, units per paraments de tanca. Els pilars són coronats per florons. El monument es completa amb un element més petit que simula un túmul de característiques estilístiques similars a les del conjunt, i que mostra relleus al·legòrics a la vida i la mort. És remarcable la porta principal d'accés, que dona a la via central del cementiri. És un element de bronze, amb relleus florals molt acuradament treballats, i que es troba emmarcada per sanefes ornamentals també d'inspiració vegetal. Els murs laterals presentes dues finestres a cada banda, amb vitralls. La porta posterior és també digna d'esment, encara que amb decoració més senzilla que la principal.

### Mausoleu de la Família Casas
El mausoleu de la família Casas va ser realitzat per l'arquitecte Josep Puig i Cadafalch seguint les pautes de l'estil modernista en la vessant historicista neomedieval que caracteritza la seva obra en el tombant de segle. El conjunt fou realitzat l'any 1898, segons consta a la làpida de bronze del terra, signada per la foneria Masriera i Campins de Barcelona.
El monument funerari, situat en el clos antic del cementiri, és format per tres panys de paret que, juntament amb una reixa de tancament, delimiten un espai de planta rectangular. La paret del fons presenta un coronament esglaonat, que defineix els braços i la part superior de la Creu, que es troba decorada amb relleus escultòrics de motius heràldics i vegetals. La imatge de Crist, de metall, és de ple relleu, i es troba envoltada per les figures del Tetramorf. El conjunt es corona amb un pinacle molt decorat. Els elements més remarcables del mausoleu són: la reixa de la tanca i el drac que sosté el llum, ambdós de ferro forjat, les fornícules laterals amb esgrafiats i pintures, i la làpida de bronze, amb una inscripció, decorada amb motius florals i al·legories de la mort en relleu. L'obra s'inscriu estèticament en el corrent modernista de caràcter historicista; així, s'hi combinen els models decoratius extrets de la natura amb d'altres del vocabulari romànic i gòtic.

### Mausoleu de la Família Vilaret
El sepulcre de la família Vilaret està situat al costat del del marquès de Robert, en la part més elevada del cementiri. El monument funerari consta d'un pedestal coronat per una gran creu decorada amb corona de flors i una escultura de marbre que representa la imatge d'un àngel recolzat en la base de la creu. És també un element remarcable la corona de flors metàl·lica que està situada a la part inferior del túmul. El conjunt es completa amb una barana que serveix de tanca al monument funerari.
Al pedestal hi ha una placa que fa referència a difunts de la família Vilaret des del 1873. Possiblement en un moment posterior es remodelés el conjunt, aprofitant-ne el pedestal original i completant el monument amb la figura de l'angle i la corona de flors, de tipologia modernista i datada el 1901. A la base del túmul hi ha les inicials J. Campeny, probablement corresponents a l'escultor Josep Campeny i Santamaria.